# A Country Doctor's Notebook
A Country Doctor's Notebook (Russo: «Записки юного врача») é uma coleção de contos do escritor russo Mikhail Bulgakov. As histórias foram inspiradas pelas experiências do Bulgakov como um jovem recém-formado médico praticando em um hospital de pequena aldeia da província de Smolensk, na Revolução Russa. As histórias inicialmente apareceram nos jornais médicos russos do período e mais tarde foram compiladas por estudiosos em forma de livro.
A primeira tradução foi feita por Michael Glenny e foi publicada pela Harvill Press em 1975. Uma tradução mais recente (2011) tem sido feita por Hugh Aplin sob o cunho de clássicos de Oneworld. O título da tradução Aplin é um jovem médico do Notebook. A tradução foi feita por Paul Lequesne em 1994.

## Adaptações
Em 2012, o livro foi transformado em uma minissérie de televisão, com 4 episódios, chamada A Young Doctor's Notebook (em português: Diário de um Jovem Médico) e transmitido pela Sky Arts como parte de uma série maior, Playhouse presents. O papel do narrador/médico foi interpretado por Jon Hamm e Daniel Radcliffe, ambos fãs dos trabalhos de Bulgakov. A obra também contou com Adam Godley (como o barbeiro-cirurgião Demyan Lukich), Vicki Pepperdine e Rosie Cavaliero.

## Histórias
A lista de histórias de Michael Glenny tradução é a seguinte:
- "A toalha bordada"
- "A traquéia de aço"
- "Negro como a noite do Egito"
- "Batismo por rotação"
- "A erupção salpicada"
- "A Blizzard"
- "O olho de fuga"
- "Morfina"
- "O assassino"